# Jozef Horváth (fotbalista)
Jozef Horváth (* 15. února 1959) je bývalý slovenský fotbalista, záložník.

## Fotbalová kariéra
Hrál za Inter Bratislava, Spartu Praha, DAC Dunajská Streda, na vojně za VTJ Žatec a znovu za DAC Dunajská Streda. V československé lize dal 2 góly. V Poháru vítězů pohárů dal za Spartu gól v utkání s lucemburským týmem CA Spora Luxembourg v roce 1980.

## Ligová bilance
| Ročník                                      | Zápasy | Góly | Klub                |
| ------------------------------------------- | ------ | ---- | ------------------- |
| 1. československá fotbalová liga 1977/78    | -      | 1    | Inter Bratislava    |
| 1. československá fotbalová liga 1978/79    | 15     | 1    | Sparta Praha        |
| 1. československá fotbalová liga 1980/81    | 2      | 0    | Sparta Praha        |
| 1. slovenská národní fotbalová liga 1983/84 | 27     | 1    | DAC Dunajská Streda |
| 1. slovenská národní fotbalová liga 1984/85 | 26     | 3    | DAC Dunajská Streda |
| 1. československá fotbalová liga 1985/86    | 6      | 0    | DAC Dunajská Streda |
| Česká národní fotbalová liga 1985/86        | 23     | 1    | VTJ Žatec           |
| Česká národní fotbalová liga 1986/87        | 4      | 0    | VTJ Žatec           |
| 1. československá fotbalová liga 1986/87    | 6      | 0    | DAC Dunajská Streda |
| CELKEM                                      | -      | -    |                     |